# 大津功のイケ爺になりた〜い!
『大津功のイケ爺になりた～い!』（おおついさおのイケじいになりたーい!）は、CBCラジオで放送しているラジオのトークバラエティ番組。

## 番組概要
テレビショッピングの企画会社の社長 大津功が、将来"イケてる爺 すなわち イケ爺"になるために、「そもそもイケてる爺ってどんな人なのか」「どうすればイケてる爺になれるのか」、ターコイズ(＝リスナー)と一緒に考えていく番組。番組ノベルティはリスナーがデザインしたステッカー。
番組単位でCBCラジオの番組のスポンサーを務めており、提供している番組にちなんだ言葉や話題を盛り込んだ番宣CMをおこなっている。

## 出演者
- 大津功
- 松岡亜矢子
- 大橋麻美子(～2021.9.10放送分)

## コーナー
- 名古屋のあれこれをプレゼンするコーナー
- イケ爺大喜利

## 関連番組
- ＃むかいの喋り方 - 同局で放送されているお笑い芸人・向井慧（パンサー）の番組。本番組名義で提供スポンサーを務めている。
- ザキオカ×スクランブル - 同局で2022年10月1日から毎週土曜日夕方に放送されているトークバラエティ番組（パーソナリティ：山崎怜奈、永岡歩(CBCアナウンサー)）。本番組名義で提供スポンサーを務めている。
- 大津功と鈴木絢音の通になりた〜い ! - 同局で2024年4月から毎週日曜日19時30分に放送されている番組。鈴木絢音（元乃木坂46）と共演。